# Conflict: Desert Storm 2
Conflict: Desert Storm 2, in Nordamerika mit dem Zusatz Back to Baghdad veröffentlicht, ist der zweite Teil der Videospielreihe Conflict: Desert Storm. Das Spiel erschien für Windows, PlayStation 2, GameCube und Xbox. Es gehört zum Genre der Taktik-Shooter und wird aus der Third-Person-Perspektive gespielt.

## Geschichtlicher Hintergrund
Die Handlung des Spieles dreht sich um die Desert-Storm-Kampagne im zweiten Golfkrieg 1991. Elitesoldaten der Special Forces der US Army hatten maßgeblichen Anteil daran, dass der Emir von Kuwait befreit werden konnte, um ihn vor den in Kuwait einfallenden irakischen Soldaten zu bewahren. Weiterhin konnten die Specials Forces folgende entscheidenden Aufgaben erfüllen:
- Zerstörung der Frühwarnradaranlage bei Nadschaf
- Sieg über eine ganze Division der Republikanischen Garde in der saudi-arabischen Stadt al-Khafji
- Vernichtung der SCUD-Raketen im Nordwesten Iraks
- Befreiung alliierter Angehöriger der Luftwaffe

## Personen
Der Spieler verfügt über vier verschiedene Figuren, von denen er jeweils eine direkt steuern kann. Die anderen Spielfiguren werden über unterschiedliche Befehle gesteuert.
- John Bradley ist der Anführer des vierköpfigen Eliteteams. Er ist auf Kommunikation sowie den Umgang mit Sturmgewehr und Maschinenpistole spezialisiert. Ein wichtiger Bestandteil von Bradleys Ausrüstung ist der Laserzielbeleuchter zur Erfassung von Zielen für Luftangriffe.
- Paul Foley ist der Scharfschütze. Sein bevorzugtes Gewehr ist das halbautomatische M82A1 Barrett, auf kurze Distanzen benutzt er die Pistole M9 Beretta 9 mm.
- Mick Connors ist Spezialist für schwere Waffen. Er kann Maschinengewehre und Panzerabwehrwaffen bedienen und benutzt meist das M60E-Light- oder das M249-SAW-Maschinengewehr, beziehungsweise einen LAW-66- oder LAW-80-Raketenwerfer.
- David Jones ist Sanitäter und Experte für die Platzierung und Entschärfung von Sprengwaffen. Er benutzt C4-Plastiksprengstoff zur Beseitigung von Hindernissen oder Zerstörungszielen sowie eine schallgedämpfte MP5-SD Maschinenpistole.

## Spielablauf
Der Spieler muss durch ein Zusammenspiel aus Teamarbeit und dem konsequenten Einsatz der individuellen Elitesoldaten-Fähigkeiten versuchen, in jeder Mission alle Ziele ohne Verluste zu erreichen. Die erforderliche Taktik findet er meist erst nach wiederholtem Spielen einer Mission heraus.

## Mehrspielermodus
Bei den Spielkonsolen-Versionen von Conflict: Desert Storm 2 ist es möglich, die Missionen mit bis zu vier Spielern gemeinsam im Koop-Modus zu bestreiten. Jeder Spieler übernimmt dabei ein Teammitglied. In der PC-Version wurde der im Vorgänger noch vorhandene Mehrspielermodus ersatzlos gestrichen.

## Kritik
Thomas Weiß, Redakteur beim Magazin PC Games, kritisiert im Testbericht zur PC-Version neben dem fehlenden Mehrspielermodus vor allem mangelnde Abwechslung und fehlende Verbesserungen gegenüber dem Vorgänger: Das Spiel hebe sich optisch kaum vom ersten Teil ab und spiele sich auch so. Frustrierend seien zudem die begrenzte Speichermöglichkeit sowie das umständliche Team-Management. Insgesamt erhielt Conflict: Desert Storm 2 eine Bewertung von 77 %.
Udo Crnjak, Redakteur bei N-Zone, erklärt in Ausgabe 79, der zweite Teil sei in allen Belangen gegenüber dem Vorgänger verbessert worden. Atmosphärisch sei das Spiel zweifelsohne gelungen, zu kritisieren sei lediglich der hohe Schwierigkeitsgrad. Der Mehrspielermodus für bis zu vier Spieler wird als „genial“ bezeichnet. Die Gamecube-Version erhielt sowohl im Einzel- als auch im Mehrspielermodus eine Bewertung von 85 %.